# Edwardsium crosslandi
Edwardsium crosslandi is een krabbensoort uit de familie van de Xanthidae. De wetenschappelijke naam van de soort is voor het eerst geldig gepubliceerd in 1931 door Finnegan.